# João Sales
João Sales (sinh ngày 9 tháng 6 năm 1986) là một cầu thủ bóng đá người Brasil.

## Sự nghiệp câu lạc bộ
João Sales đã từng chơi cho Ventforet Kofu, Vegalta Sendai và Yokohama FC.

## Thống kê câu lạc bộ

### J.League
| Đội            | Năm       | J.League | J.League | J.League Cup | J.League Cup | Tổng cộng | Tổng cộng |
| Đội            | Năm       | Trận     | Bàn      | Trận         | Bàn          | Trận      | Bàn       |
| -------------- | --------- | -------- | -------- | ------------ | ------------ | --------- | --------- |
| Ventforet Kofu | 2008      | 18       | 6        | -            | -            | 18        | 6         |
| Vegalta Sendai | 2009      | 12       | 2        | -            | -            | 12        | 2         |
| Yokohama FC    | 2010      | 6        | 0        | -            | -            | 6         | 0         |
| Tổng cộng      | Tổng cộng | 36       | 8        | 0            | 0            | 36        | 8         |